# Каяла (видавництво)
«Каяла» — українське видавництво художньої літератури, що спеціалізується на друці літератури російською, українською та англійською мовами. Видавництво засноване Тетяною Ретивовою в Києві у 2015 році. 
Видавництво також видає російськомовний часопис «Новый Гильгамеш» де друкуються російськомовні емігранти-письменники Америки.

## Історія видавництва

Палітурка роману «Баланс белого» (Каяла, 2016)

Видавництво засноване в Києві 2015 року в рамках Арт-літ салону «Бриколаж». Назва видавництва пов'язана з річкою Каяла, неодноразово згаданою у літописних пам'ятках творах давньоруської літератури, зокрема в Іпатіївському літописі та «Слові о полку Ігоревім».
Засновник видавництва — Тетяна Ретивова — поетеса, перекладачка, та славістка. Народилася в США в родині російських емігрантів, ветеранів російської служби «Голосу Америки»; правнучка російського письменника Євгена Чирикова. Авторка збірки віршів російською «Похвалы из-за рубежа» (укр. «Похвали з-за кордону») (СПб: Алетейя, 2013) та книги поезії Фіони Сампсон в перекладі російською «К потопу» (укр. «До потопу») (Київ: «Каяла», 2017). Має американське громадянство, з 2015 року проживає в Києві.

## Спеціалізація
Видавництво спеціалізується на видавництві російськомовної літератури всіх жанрів, видає також книги українською мовою. Проекти видавництва охоплюють чотири напрямки діяльності: презентації видавництва, арт-літ салон «Бриколаж», книжковий арсенал (раз на рік), презентації книг.